# Canellales
Canellales es el nombre de un orden de angiospermas primitivas perteneciente a la subclase Magnoliidae.  
El Sistema APG II, de 2003, acepta este orden y lo coloca en el clado Magnoliidae, usando esta circunscripción:
- Orden Canellales
Familia Canellaceae
Familia Winteraceae